# Hagetmau Doazit Chalosse
Pour les articles homonymes, voir HDC.
Le Hagetmau Doazit Chalosse (HDC) est un club français de basket-ball.
Fruit de l'union des clubs de deux communes landaises, Doazit et Hagetmau, le club est basé dans la ville de Doazit.

## Historique
Le club est créé en 1989, issu de la fusion de l'ALUS Doazit et de l'US Hagetmau.
Le club a évolué en deuxième division lors de la saison 1984 puis plusieurs saisons en Nationale 2, 3e division nationale à l'époque (comme en 1992-1993, 1993-1994, 1994-1995). Le club redescend de cette troisième division lors de la saison 1999-2000 après une 11e place sur 16 (13 victoires pour 17 défaites). Hagetmau descend encore d'une division lors de la saison 2001-2002 après avoir été classé dernier (14 e avec 3 victoires pour 23 défaites) pour rejoindre la Nationale 3.

## Palmarès
Le palmarès du club est le suivant :
- Champion de France Nationale 3 en 1992.
- Vainqueur de la Coupe des Landes en 1992, 1993, 1994, 1999, 2000, 2007, 2008, 2009, 2012[8].
- Vainqueur de la SuperCoupe Sud-Ouest en 1996, 1997, 2000, 2005, 2006, 2012[8].

## Personnalités du club

### Dirigeants
- Jean-Michel Labrouquère et Jean-Claude Gariod sont actuellement[Quand ?] les deux présidents du club.
- 2009-2012 : Christian Labat
- 2008-2009 : André Lailheugue et Jean-Michel Labrouquère
- 2000-2009 : Pierre Lasserre
- 1995-1999 : Georges Boussiron
- 1994-1995 : Pierre Mouches et Bernard Larrieu
- 1990-1994 : Philippe Merlin
- 1989-1990 : Christian Fournadet et M. Laffargue

### Entraîneurs
- Robert Bialé
- Olivier Cousin
- Jean Pierre Broutchert
- Michel Hernandez
- Jean Luc Balhadère
- Dominique Laffargue
- 2011-2013 :  Patrick Maucouvert
- Nov. 2016-2017 :  Patrick Maucouvert

### Joueurs
- Joris Ortega
- François Albert
- Jean-Luc Balhadère
- David Charlemagne
- Olivier Dutoya
- Philippe Dutoya
- André Erguy
- Patrick Garcia
- Benoît Guedon
- Steve Hondred
- Guillaume Hurst
- Otto Jordan
- Matt Kempfert
- Jérôme Lavis
- Jérôme Mansanné
- Lacaule Nicolas
- Karim Ouattara
- Christian Ortega
- Laurent Pawlicki
- Bruno Pellure
- Olivier Pons
- Jean-Stéphane Rinna
- Youri Silverstov
- Nicolas Strunc
- Michael Thoele
- Leaster Thompson
- James Voskuil
- Thierry Zaîre